# معجب

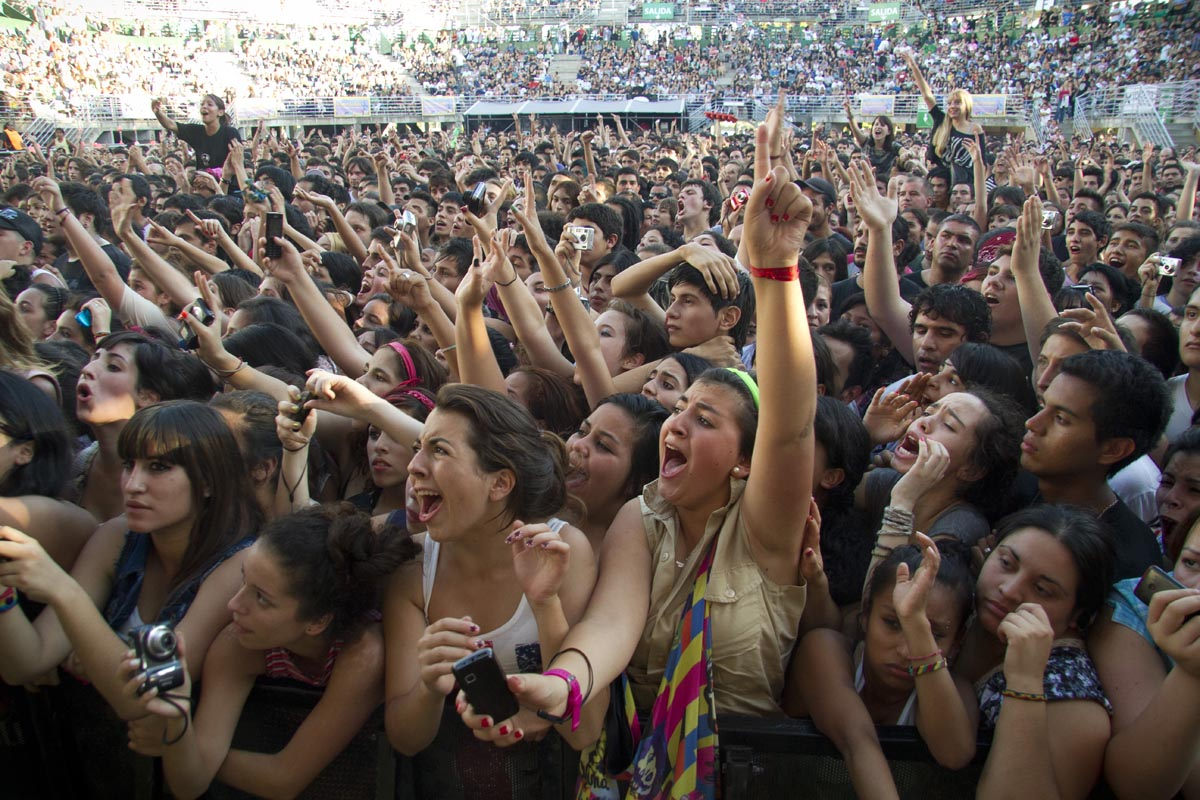
المعجبون في حفل موسيقي في بوينس آيرس ، الأرجنتين

يعد المعجب، أو الداعم أو المشجع كما يطلق عليه أحيانًا، الشخص الذي يظهر اهتمامًا أو إعجابًا واضحًا بشئ أو شخص مثل المشاهير أو رياضة ما أو فريق رياضي أو نوع فني أو سياسي أو كتاب أو فيلم أو لعبة فيديو أو فنان. تتألف قاعدة المعجبين أو الفاندوم الخاص بشئ او شخص معين من معجبيه جميعهم. يمكن أن يعبر أولئك المعجبين عن حماسهم بطرق شتى كالترويج لشيء أو شخص معين أو انضماهم إلى نادي معجبين ذي صلة أو عقد مؤتمرات للمعجبين أو المشاركة في تلك المؤتمرات أو كتابة رسائل المعجبين الإلكترونية. يمكن أن يشاركوا أيضًا في أنشطة إبداعية («أنشطة المعجبين») كإنشاء مجلات المعجبين أو كتابة أدب المعجبين أو صنع لقائف الإنترنت أو رسم فن المعجبين.

## أصل المصطلح
يُعرف قاموس مريم ويبستر وقاموس أكسفورد ومصادر اخرى مصطلح «fan» الذي يعني المعجب بانه نسخة قصيرة من كلمة fanatic بالإنجليزية. أصبحت كلمة معجب مستخدمة في اللغة الإنجليزية عام 1550 تقريبًا، وتعني «متسم بالحماس المفرط والتفاني الشديد غير النقدي غالبًا». تشتق من كلمة fanaticus في اللغة اللاتينية الحديثة والتي تعني «الشعور بالإلهام الشديد بطريقة إلهية». ارتبطت الكلمة في الأصل بالمعابد والأماكن المقدسة. يرجع استخدام المعنى الحديث لتعبير «متحمس للغاية» إلى عام 1647 تقريبًا، ويرجع استخدام كلمة متعصب باعتبارها اسمًا إلى عام 1650. قد يستخدم مصطلح «fancy» للتعبير عن الإعجاب الشديد بشيء ما (أُثبت ذلك الاستخدام بحلول عام 1545)، على الرغم من كونه من أصل لغوي مختلف، فإنه يشير بالصدفة إلى دلالة أقل حدة ولكنها مشابهة إلى حد ما لدلالة كلمة «fanatic».
ظهر استخدام مصطلح «the fancy» في الإنجليزية الأمريكية، منتصف القرن التاسع عشر، للإشارة إلى عشاق الرياضة المتحمسين. يستشهد قاموس ديكسون للبيسبول بعمل ويليام هنري نوجنت ليؤكد أنه مشتق من مصطلح the fancy، وهو مصطلح يشير إلى مشجعي هواية أو رياضة معينة من أوائل القرن الثامن عشر حتى القرن التاسع عشر، وخاصة متابعي الملاكمة. اُختصر المصطلح وفقًا لهذه النظرية إلى fance ثم إلى fans بعد ذلك. ينسب سجل قصاصات البيسبول الأمريكي العظيم المصطلح إلى كريس فون دير آه، مالك سانت لويس براون ستوكنجز عام 1882. باع فون دير آه التذاكر مقابل 25 سينت فقط آملًا في أن يشتري العديد من رعاة المباراة البيرة الخاصة به، ساعده سعر التذاكر المنخفض في إجراء الإحصائيات بشأن الحضور. أطلق على المشجعين الذين ملأوا المدرجات مصطلح «fans» أي المعجبين.
تعد كلمة داعم أحد مرادفات كلمة «معجب»، ويسبق استخدامها استخدام كلمة معجب، ولا تزال شائعة في الإنجليزية البريطانية، وتشير بالتحديد إلى معجبي الفرق الرياضية. أصبح مصطلح «معجب» شائعًا في جميع مناطق العالم الناطقة بالإنجليزية بما في ذلك المملكة المتحدة. يستخدم مصطلح الداعم أيضًا في سياق سياسي في الولايات المتحدة الأمريكية، ويشير إلى معجبي السياسين والأحزاب السياسية أو أحد القضايا المثيرة للجدل.

## السمات
يتميز المعجبون عادةً باهتمامهم القوي، ويصل الأمر إلى حد إضفاء بعض التغييرات على نمط حياتهم ليتلائم مع تفانيهم وإعجباهم بشئ أصبح محور حياتهم. يمتلك المعجبون رغبة في المشاركة الخارجية، فهم مدفوعون لإظهار مشاركتهم في مجال الاهتمام من خلال سلوكيات معينة (حضور المؤتمرات، النشر عبر الإنترنت، عرض لافتات الفريق خارج منازلهم، إلخ). يرغب المعجبون عادةً في حيازة الأغراض المادية المتعلقة بمجال اهتمامهم مثل كرة بيسبول ضربها لاعب شهير أو ريشة جيتار استخدمها فنانهم الموسيقي المفضل. يرغب بعض المعجبين في التواصل مع المعجبين الآخرين. قد يظهر ذلك بالعديد من الطرق بدءًا من المحادثات غير الرسمية، والبريد الإلكتروني، وغرف الدردشة، وقوائم البريد الإلكتروني إلى الاجتماعات المنتظمة وجهًا لوجه مثل اجتماعات نادي المعجبين والمؤتمرات المنظمة.
يوجد العديد من مجموعات المعجبين ويمكن التفريق بينهم عن طريق شدة مستوى انخراطهم أو اهتمامهم بالهواية (مستوى التعصب). ترجع على الأرجح احتمالية أن يترقى موضوع من مجرد اهتمام إلى إعجاب إلى درجة تعقيده. يساهم التعقيد في انخراط المعجبين لفترة أطول من الوقت بسبب الوقت اللازم لفهم موضوع الاهتمام. يساهم ذلك الأيضًا في خلق شعور بالانتماء بسبب الجهد الذهني المبذول لفهم موضوع الاهتمام.

## الأنواع

### المشاهير
يشعر هذا النوع من المعجبين بالإعجاب تجاه نجوم الأفلام ومغنيين أغاني البوب والرياضيين والمشاهير الكبار. يُعد ذا جروبي مثالًا على ذلك، ويشير المصطلح إلى معجبي الفرق الموسيقية أو موسيقي معين يتبعونهم في جولات الحفلات الموسيقية. تتراوح درجة تفانيهم في حبهم للمشاهير من مجرد إعجاب بسيط إلى الاعتقاد الوهمي بأن لديهم علاقة خاصة مع النجم وهي في الحقيقة لا وجود لها. يمكن أن يؤدي ذلك في أقصى الأحوال إلى متلازمة عبادة المشاهير أو سلوك الملاحقة. يمكن أن يتحول هذا الحب بسهولة إلى كره تجاه المشاهير الذين أحبوهم سابقًا، ويؤدي إلى محاولات شن هجمات عنيفة؛ إحدى الحوادث البارزة كانت وفاة ريبيكا شايفر على يد معجب الذي كان يلاحقها روبرت جون باردو عام 1989.
ترتبط الكراهية إلى حد ما بمفهوم التفاعل ما وراء الاجتماعي إذ يبني الجمهور علاقات من جانب واحد مع الشخصيات الإعلامية والمشاهير.
لا يشعر كل المعجبين بإعجاب ناحية نجومهم المفضلين. يود بعض المعجبين أن يصبحوا أصدقاءً لهم بدلًا من ذلك، ويحترمون علاقتهم العرامية. يوجد في الواقع معجبون يفضلون زوجًا من المشاهير معًا.

### مجال الألعاب
تصف مصطلحات معجبي الألعاب أو «لاعبو الألعاب» المعجبون الذين يركزون على لعب الألعاب غير الرياضية، وعادةً ما تشمل ألعاب تقمص الأدوار أو الألعاب اللوحية أو ألعاب الحرب المصغرة أو ألعاب الورق القابلة للتجميع أو ألعاب الفيديو.